# Metro Awakening
Metro Awakening ist ein First-Person-Shooter-VR-Spiel von Vertigo Games. Das Spiel ist ein Prequel zu Metro 2033 und erschien am 7. November 2024 für SteamVR, Meta Quest 3/3s, Playstation VR 2, HTC Vive und Oculus Rift.

## Geschichte
Für die Handlung kooperierte Vertigo Games mit dem Autor der Buchreihe Dmitri Alexejewitsch Gluchowski und 4A Games, den Entwicklern der letzten Teile. Sie stellten Gameplay-Assets und Modelle, die sie bei der Entwicklung früherer Spiele der Reihe verwendet hatten, zur Verfügung. Das Spiel wurde im Januar 2024 angekündigt.

## Handlung
Im Jahr 2028 dienen die Tunnel der Moskauer U-Bahn als Zufluchtsort vor einer post-apokalyptischen, verseuchten Oberfläche. Hier beginnt die Geschichte des Spiels, die sich um Serdar, einen Arzt, dreht. Er muss sich tief in das Moskauer U-Bahn-System begeben, um seine Frau zu finden, die aufgrund von Halluzinationen verschwunden ist. Serdar wird zu Khan, einem Charakter aus der Metro-Spielreihe, der als Führer und Mentor des Protagonisten Artjom bekannt ist.

## Spielprinzip
Metro Awakening setzt das Spielprinzip seiner Vorgänger fort. Das Geschehen wird durchgehend aus der Egoperspektive dargestellt. Der Fokus des Spiels liegt darauf, sich in actionreichen Kämpfen mit begrenzten Ressourcen zu behaupten oder diese Kämpfe zu vermeiden. Das Spiel ist in 12 Kapitel aufgeteilt. Die Kämpfe im Spiel laufen langsamer ab, da der Protagonist des Spiels kein erfahrener Soldat ist. Die Spieler können verschiedene Schusswaffen verwenden, um gegen ihre Feinde zu kämpfen.